# Mamíferos
Os mamíferos (do latim: Mammalia) constituem uma Subclasse de animais vertebrados do domínio Eukaryota, do reino Animalia e filo Chordata, subdivididos em dois grupos: aquáticos (cetáceos, sirênios e pinípedes) e terrestres (quadrúpedes e bípedes), que se caracterizam pela presença de glândulas mamárias que, nas fêmeas, produzem leite para a alimentação dos filhotes (ou crias), presença de pelos ou cabelos, com exceção dos golfinhos e de algumas baleias, que somente na fase embrionária possuem pelos.
São animais endotérmicos, ou seja, de temperatura corpórea constante, chamados também de "animais de sangue quente", graças à sua pele, a qual é formada por duas camadas principais (epiderme e derme), onde se encontram glândulas sebáceas e sudoríparas que auxiliam a regular a temperatura, além das glândulas mamárias, responsáveis pelo nome da classe. O cérebro controla, então, a temperatura corporal e o sistema circulatório, incluindo o coração, que apresenta quatro câmaras.
Os mamíferos incluem 5 416 espécies (incluindo os seres humanos), distribuídas em aproximadamente 1 200 gêneros, 152 famílias e 46 ordens, de acordo com o compêndio publicado por Wilson e Reeder (2005). Entretanto novas espécies são descobertas a cada ano, aumentando esse número; e até o final de 2007, o número chegava a 5 558 espécies de mamíferos.
Acredita-se que os primeiros mamíferos surgiram no período Jurássico, entre há 176 milhões e 161 milhões de anos, durante o reinado dos dinossauros. Novas evidências científicas, entretanto, sugerem que os precursores dos mamíferos podem ter surgido há pelo menos 208 milhões de anos, durante o período Triássico Superior.

## Características

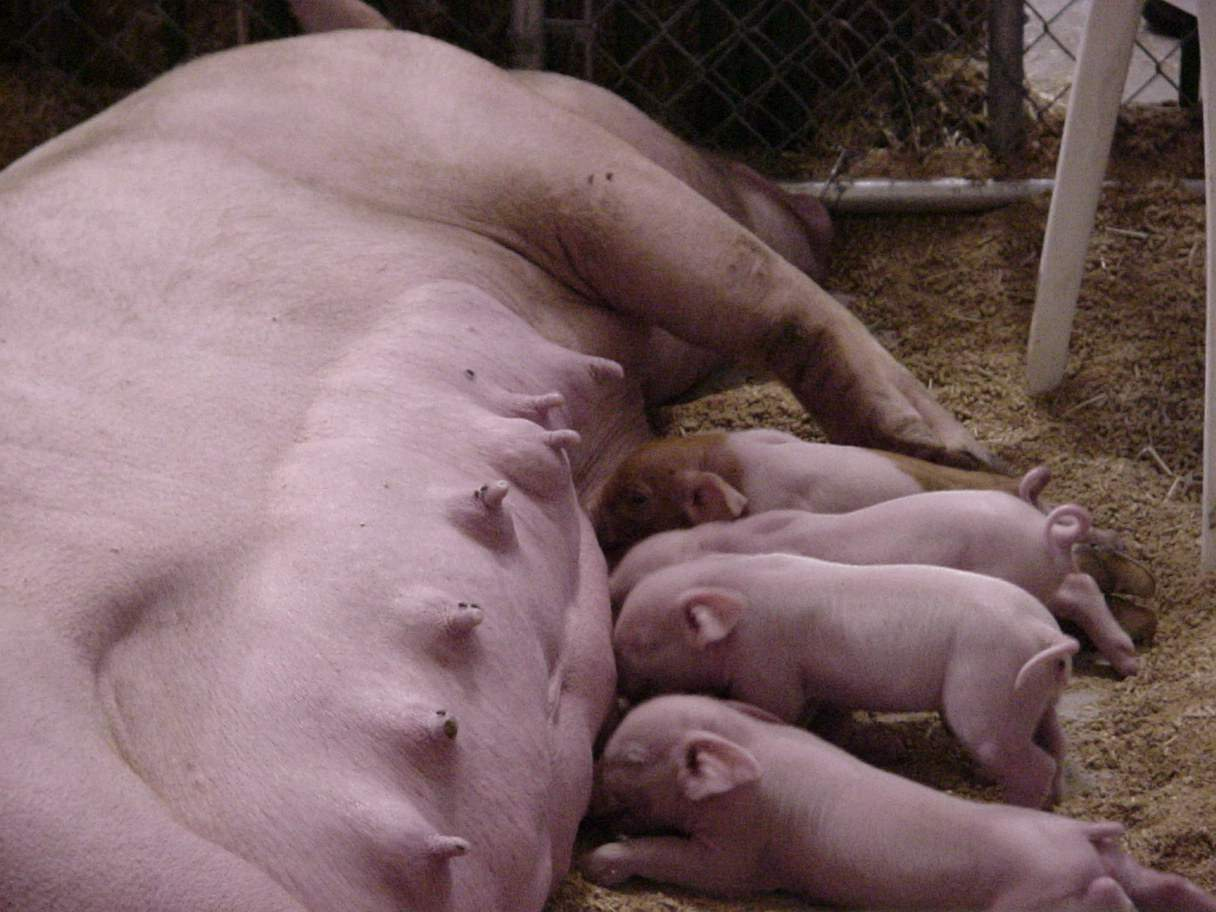
Mãe amamentando seus filhotes

O marco inicial para o reconhecimento científico dos mamíferos como grupo foi a publicação por John Ray (1693) da obra "Synopsis Methodica Animalium Quadrupedum et serpentini generis", onde inclui uma divisão dos animais que possuem sangue, respiram por pulmões, apresentam dois ventrículos no coração e são vivíparos. Tal definição ainda hoje se mantém válida, lembrando-se que à época os monotremados não eram conhecidos. Carolus Linnaeus (1758), com a décima edição do Systema Naturae, cunha o termo Mammalia para o qual a definição é essencialmente aquela apresentada por Ray.
E. R. Hall (1981) caracterizou a classe Mammalia como "sendo especialmente notáveis por possuírem glândulas mamárias que permitem à fêmea nutrir o filhote recém-nascido com leite; presença de pelos, embora confinados aos estágios iniciais de desenvolvimento na maioria dos cetáceos; ramo horizontal da mandíbula é composto por um único osso; a mandíbula se articula diretamente com o crânio sem intervenção do osso quadrado; dois côndilos occipitais; diferindo das aves e répteis por possuírem diafragma e por terem hemácias anucleadas; lembram as aves e diferem dos répteis por terem sangue quente, circulação diferenciada completa e quatro câmaras cardíacas; diferem dos anfíbios e peixes pela presença do âmnio e alantoide e pela ausência de guelras".
Muitas das características comuns aos mamíferos não aparecem nos outros animais. Algumas delas, porém, podem ser observadas nas aves – uma alta taxa metabólica e níveis de atividade ou complexidade de adaptações, como cuidado pós-natal avançado e vida social, aumento da capacidade sensorial, ou enorme versatilidade ecológica. Tais características semelhantes nas duas classes sugerem que tais adaptações são homoplasias, ou seja, se desenvolveram independentemente em ambos os grupos.

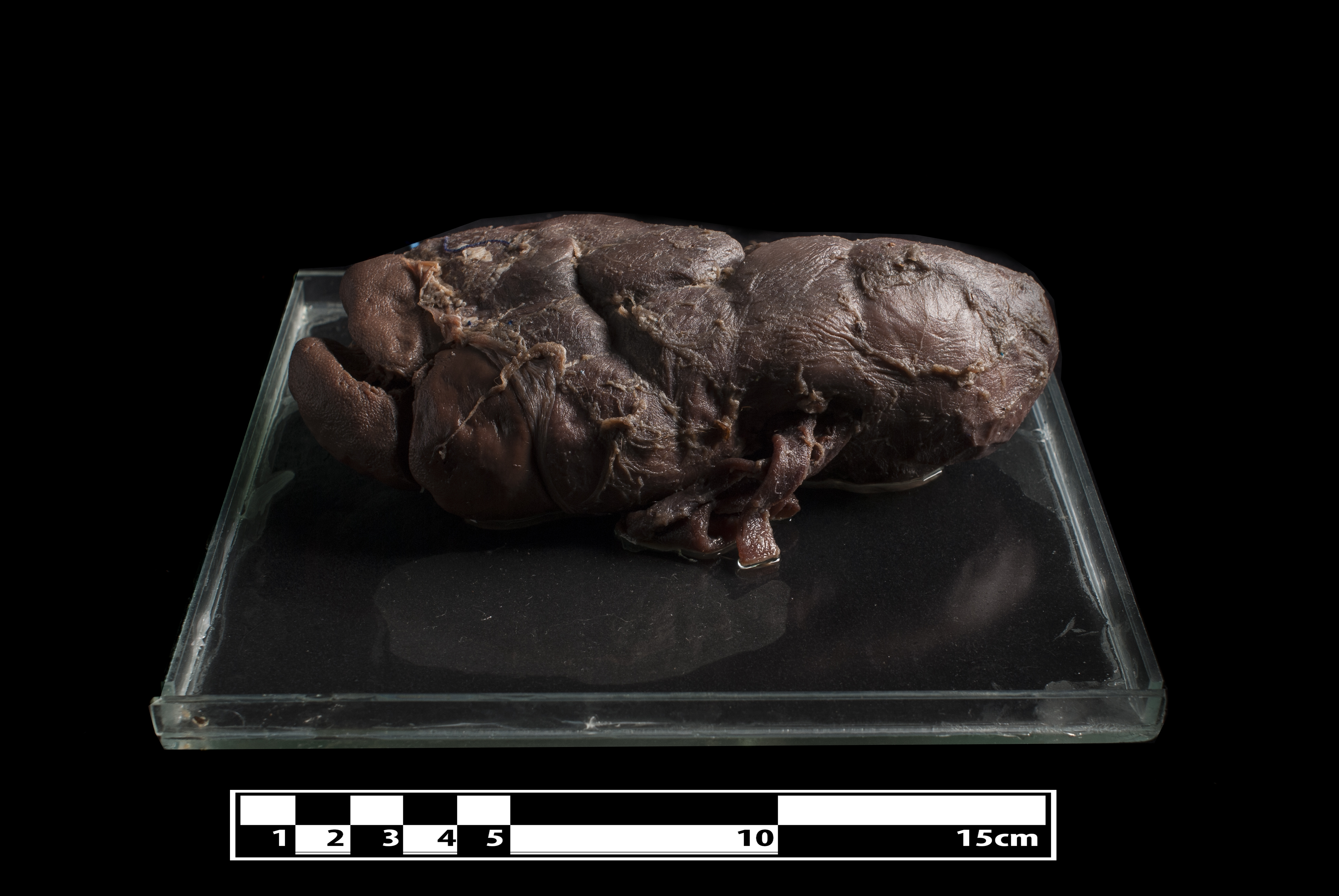
Anatomia de rim bovino

Outras características dos mamíferos são sinapomorfias dos amniotas, adaptações partilhadas por causa do ancestral comum. Os amniotas, grupo que inclui répteis, aves e mamíferos, são vertebrados terrestres cujo desenvolvimento embrionário acontece sobre proteção de membranas fetais (âmnio, cório e alantoide). Entres as características herdadas se encontram aumento do investimento no cuidado das crias, fertilização interna, derivados queratinizados da pele, rins metanefros com ureter específico, respiração pulmonar avançada, e o papel decisivo dos ossos dérmicos na morfologia do crânio. Ao mesmo tempo, os mamíferos compartilham grande número de características com todos os demais vertebrados, incluindo o plano corpóreo, esqueleto interno, e mecanismos homeostáticos (incluindo caminhos para regulação neural e hormonal).

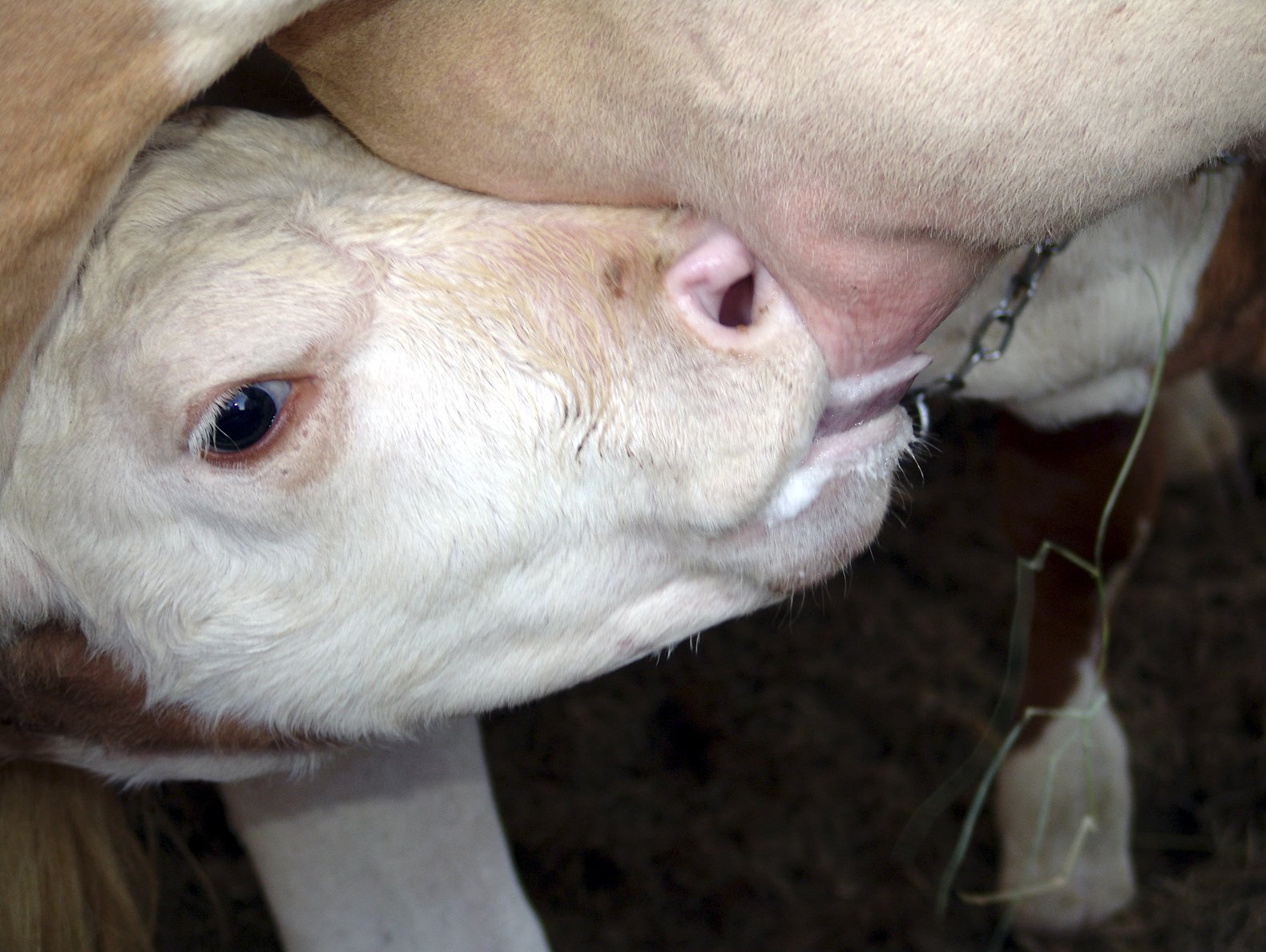
Bezerro mamando

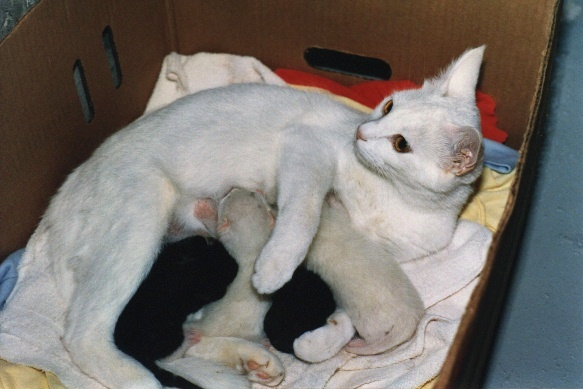
Uma gata amamentando seus filhotes.

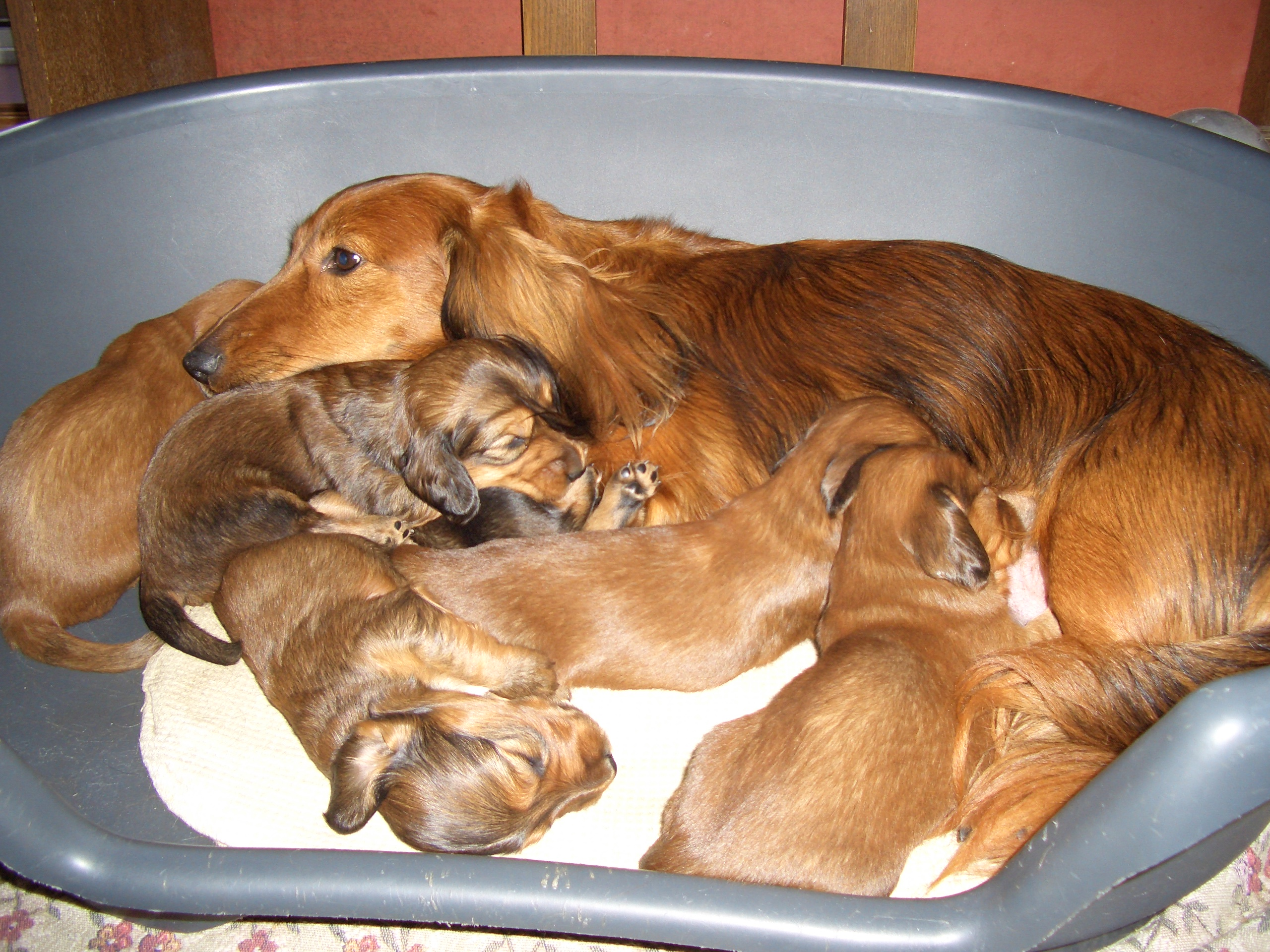
Uma cadela amamentando seus filhotes.

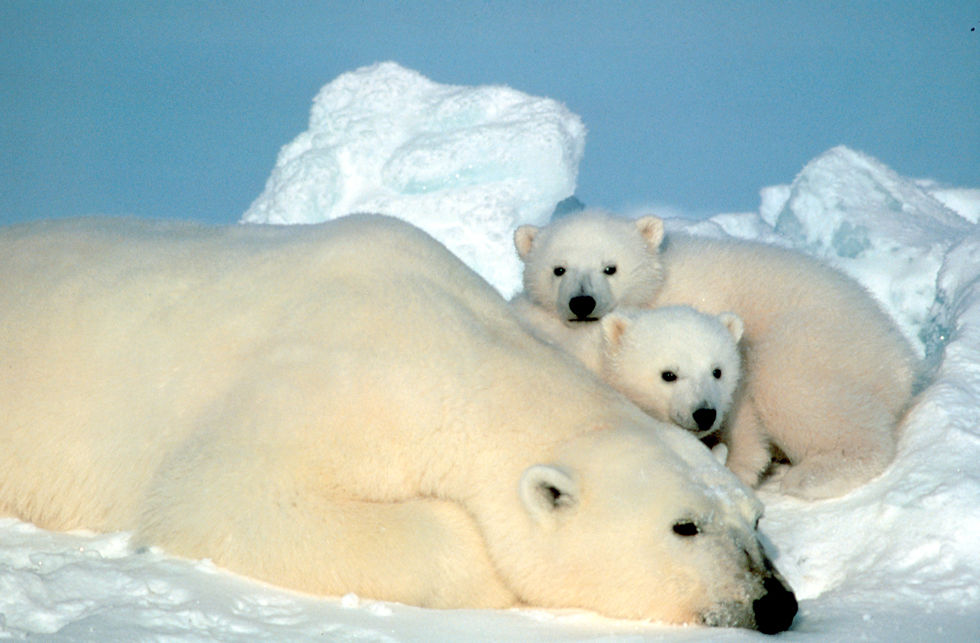
Os ursos-polares são mamíferos marinhos.

Os mamíferos exibem também características exclusivas, chamadas de autapomorfias. Essas características únicas servem para distinguir e diagnosticar claramente um táxon. Entre as principais autapomorfias da classe Mammalia estão:
- glândulas mamárias;
- lactação/amamentação;
- viviparidade obrigatória (exceto nos monotremados);
- presença de pelos;
- tegumento rico em várias glândulas;
- derivações integumantárias específicas (garras, unhas, cascos, cornos, chifres, escamas, espinhos, placas dérmicas);
- posição e função dos membros são modificados para suportar modos locomotores específicos;
- cintura torácica simplificada;
- ossos pélvicos fundidos;
- diferenciação regional da coluna vertebral;
- crânio bicondilado;
- caixa craniana aumentada;
- arcos zigomáticos maciços;
- cavidade nasal com labirinto nasoturbinado;
- presença de nariz/focinho;
- palato ósseo secundário;
- sistema circulatório completo com coração de quatro câmaras com o arco aórtico esquerdo persistente;
- eritrócitos bicôncavos e anucleados;
- pulmões com estrutura alveolar;
- diafragma muscular;
- órgão vocal na laringe;
- três ossículos na orelha média (estribo, bigorna e martelo);
- cóclea longa e espiralada (exceto nos monotremados);
- meato auditivo longo;
- aurículas externas (= orelhas) móveis;
- mandíbula composta por um único osso, o dentário;
- junção dentária-escamosal;
- presença de um ramo mandibular;
- dentes grandes variando em número, forma e função;
- heterodontes;
- presença de dentes molares;
- difiodontes;
- cérebro proporcionalmente maior que dos outros animais;
- maior atividade e alta versatilidade na função locomotora;
- diversidade de vida social;
- aumento do espectro de reações comportamentais e suas interconecções com o aumento da capacidade de aprendizado social e individual e diferenciação interindividual;
- "topo" da cadeia evolutiva, possuindo todos os sistemas completos e reprodução sexuada.

## Diversidade
Os mamíferos apresentam um número relativamente pequeno de espécies se comparado com as aves (9 600) ou com os peixes (35 000), e até insignificante se comparado com os moluscos (100 000) e os crustáceos e insetos (10 000 000). Seus números estão mais próximos aos répteis (6 000) e aos anfíbios (5 200). Entretanto, na diversidade corpórea, tipos locomotores, adaptação ao habitat, ou estratégias alimentares, os mamíferos excedem todas as demais classes.
O tamanho corpóreo dos mamíferos é altamente variável, sendo seus extremos a baleia-azul (Balaenoptera musculus), maior mamífero marinho, com 30 metros de comprimento e chegando a pesar 190 toneladas, o maior mamífero já existente; o elefante africano (Loxodonta africana), maior mamífero terrestre, com 3,5 metros de altura (até os ombros) e 6,6 toneladas, o maior mamífero terrestre atual; até o musaranho-pigmeu (Suncus etruscus) e o morcego-nariz-de-porco-de-kitti (Craseonycteris thonglongyai) com cerca de 3-4 centímetros de comprimento e até 2 gramas de peso, os menores mamíferos até hoje descobertos.

## Distribuição geográfica

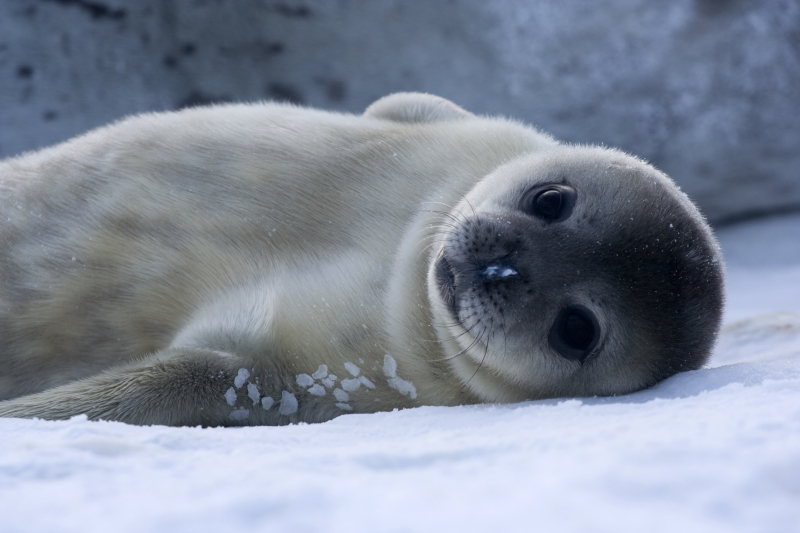
Uma foca.

Os mamíferos estão distribuídos praticamente em todas as regiões do globo terrestre, incluindo a Antártida, onde focas são encontradas na sua zona costeira. No polo norte, têm sido encontrados ursos-polares (Ursus maritimus) até 88°N e focas-aneladas (Phoca hispida) têm alcançado as vizinhanças do Pólo Norte. Mamíferos são encontrados em todos os continentes remanescentes, em ilhas, e nos mares e oceanos da Terra.
Mamíferos marinhos podem ser encontrados a uma profundidade de até 3 000 metros (ex. Cachalote (Physeter macrocephalus)), enquanto mamíferos terrestres podem ser vistos do nível do mar até elevações acima dos 6 500 metros. Eles estão distribuídos em todos os biomas, incluindo tundra, desertos, savanas e florestas. Espécies de várias famílias têm se adaptado ao modo de vida aquático em pântanos, lagos e rios. Eles estão presentes, tanto abaixo da superfície terrestre, no caso de animais subterrâneos e escavadores, quanto acima dela, nos galhos das árvores no caso dos animais arbóreos, ou nos céus, através do voo, no caso dos morcegos.
A distribuição geográfica dos mamíferos é muito variada. A ordem Tubulidentata, cujo único representante é o porco-da-terra (Orycteropus afer) é endêmica da África. Os monotremados (ornitorrinco e as equidnas) e quatro ordens de marsupiais (Dasyuromorphia, Notoryctemorphia, Peramelemorphia, Diprotodontia) estão confinados à Oceania. Duas ordens de marsupiais (Paucituberculata e Microbiotheria) são encontradas somente numa área restrita da América do Sul. As duas maiores ordens, Rodentia e Chiroptera, ocorrem naturalmente em todos os continentes, exceto Antártida, e foram os únicos a terem alcançado muitas ilhas oceânicas. Artiodátilos e carnívoros ocorrem em todos os continentes, exceto Antártida e Oceania, embora representantes de ambos tenham sido introduzidos na Austrália. Os cetáceos e os pinipédios são os grupos mais amplamente distribuídos pelo planeta.
Variação similar ocorre no nível de família e espécie. Nenhuma espécie de mamífero é naturalmente cosmopolita, ou seja, ocorre em todo o mundo, embora algumas espécies tenham uma ampla distribuição cobrindo vários continentes. O lobo (Canis lupus) e a raposa-vermelha (Vulpes vulpes) são os animais terrestres mais amplamente distribuídos cobrindo grande parte do Hemisfério Norte. No Novo Mundo, a onça-parda (Puma concolor) apresenta a maior distribuição, ocorrendo do Canadá ao Chile. No outro extremo, certas espécies possuem distribuição restrita, não passando de poucos quilômetros quadrados, como por exemplo, a toupeira-dourada da África do Sul.
Outros mamíferos apresentam uma distribuição descontínua. Ela pode ser natural, como é o caso da lebre-da-eurásia (Lepus timidus) que habita as regiões polares e boreais da Eurásia, mas uma população é encontrada nos Alpes, uma relíquia da última era glacial. Ou pode ser um fenômeno induzido pelo homem, como no caso do leão (Panthera leo), que atualmente é encontrado em partes da leste e sul da África e na Índia, mas que já habitou o norte da África, Oriente Médio, sul da Europa e sul da Ásia, e até mesmo a América do Norte, no final do Pleistoceno.
A diversidade e a riqueza da fauna mamífera são influenciadas por diversos fatores complexos combinados, entre eles, a história evolutiva, o grau de isolamento e a complexidade do seu habitat.

## Morfologia e Anatomia

### Sistema esquelético-muscular
No crânio dos mamíferos, os ossos dérmicos, originalmente formados na calota craniana, cresceram ao redor de todo o encéfalo, fechando completamente a caixa craniana. Os ossos que formam a extremidade inferior da abertura temporal dos Synapsida são curvados até o arco zigomático.
A mandíbula dos mamíferos é formada por um único osso, o dentário, em contraste à mandíbula de ossos múltiplos dos demais vertebrados com mandíbulas. O dentário se articula diretamente com o osso esquamosal, um osso dérmico do crânio. A articulação mandibular dos demais vertebrados é formada pelo quadrado, no crânio, e pelo articular, na maxila inferior. Nos mamíferos, estes ossos se juntaram ao estribo, resultando em uma orelha média com três ossos, único a estes animais.
Os mamíferos são os únicos a possuírem músculos de expressão facial, os quais são derivados dos músculos do pescoço dos répteis e inervados pelo sétimo nervo craniano.
A dentição dos mamíferos é dividida em diversos tipos de dentes, ou seja, são heterodontes: incisivos, caninos, pré-molares e molares. A maioria dos mamíferos possui dois conjuntos de dentições em suas vidas (difiodontia). O primeiro conjunto – os dentes de leite – consiste somente de incisivos, caninos e molares decíduos, embora a forma destes seja bem parecida com a dos molares permanentes no adulto. A dentição adulta permanente consiste do segundo conjunto de dentes originais, os permanentes, com erupção posterior. Os mamíferos são os únicos animais que mastigam e engolem um discreto bolo alimentar. Os térios possuem tipos únicos de molares, chamados de tribosfênicos.
Diferentemente da postura reptiliana, os mamíferos apresentam uma postura ereta, com os membros posicionados sob o corpo.
Os mamíferos apresentam uma articulação do tornozelo diferenciada, cujo ponto de movimento está entre a tíbia e o astrágalo. Na cintura pélvica, o ílio tem forma de barra e é direcionado para frente, e o púbis e o ísquio são curtos; todos são fundidos num único osso, chamado de pelve. O fêmur apresenta um trocânter distinto sobre o lado lateral proximal, para a ligação dos músculos dos glúteos, que dão aos mamíferos extremidades arredondadas.
Com poucas exceções, todos os mamíferos possuem sete vértebras cervicais – peixe-boi (Trichechus spp.) e o bicho-preguiça-de-dois-dedos (Choloepus hoffmanni) possuem seis vértebras, e o bicho-preguiça-de-três-dedos (Bradypus variegatus), possui nove. Eles também apresentam um complexo atlas-áxis, único e especializado, nas duas primeiras vértebras cervicais. Podendo rodar suas cabeças de duas formas: na maneira tradicional, de cima para baixo, na articulação entre o crânio e o atlas; e de maneira mais derivada, de lado a lado, na articulação entre o atlas e o áxis.
Os mamíferos restringiram as costelas às vértebras mais craniais (torácicas) do tronco. As costelas lombares apresentam conexões zigapofiseais, as quais permitem a flexão dorso-ventral. A capacidade de mover a coluna vertebral de maneira dorso-ventral, nos mamíferos, pode estar relacionada com sua habilidade de deitar sobre o lado de seus corpos, algo que os demais vertebrados não conseguem realizar facilmente. Esta habilidade pode ter sido importante na evolução da amamentação, com mamilos posicionados ventralmente.

### Sistema cardiovascular
O coração dos mamíferos difere dos demais amniotas por possuir um septo ventricular completo e somente um arco sistêmico, embora o arco duplo original seja aparente durante o desenvolvimento. Uma condição similar é observada nas aves, mas ela claramente surgiu convergentemente nos dois grupos, pois é o arco sistêmico esquerdo que é retido (como a aorta única) nos mamíferos, e o arco direito nas aves.
Os monotremados retêm um pequeno sino venoso como uma câmara distinta, os térios incorporaram esta estrutura ao átrio direito, como o nodo sinoatrial, o qual age como o marca-passo do coração.
Os mamíferos também diferem dos demais vertebrados quanto à forma de seus eritrócitos (glóbulos vermelhos ou hemácias), os quais não possuem núcleos na condição madura.

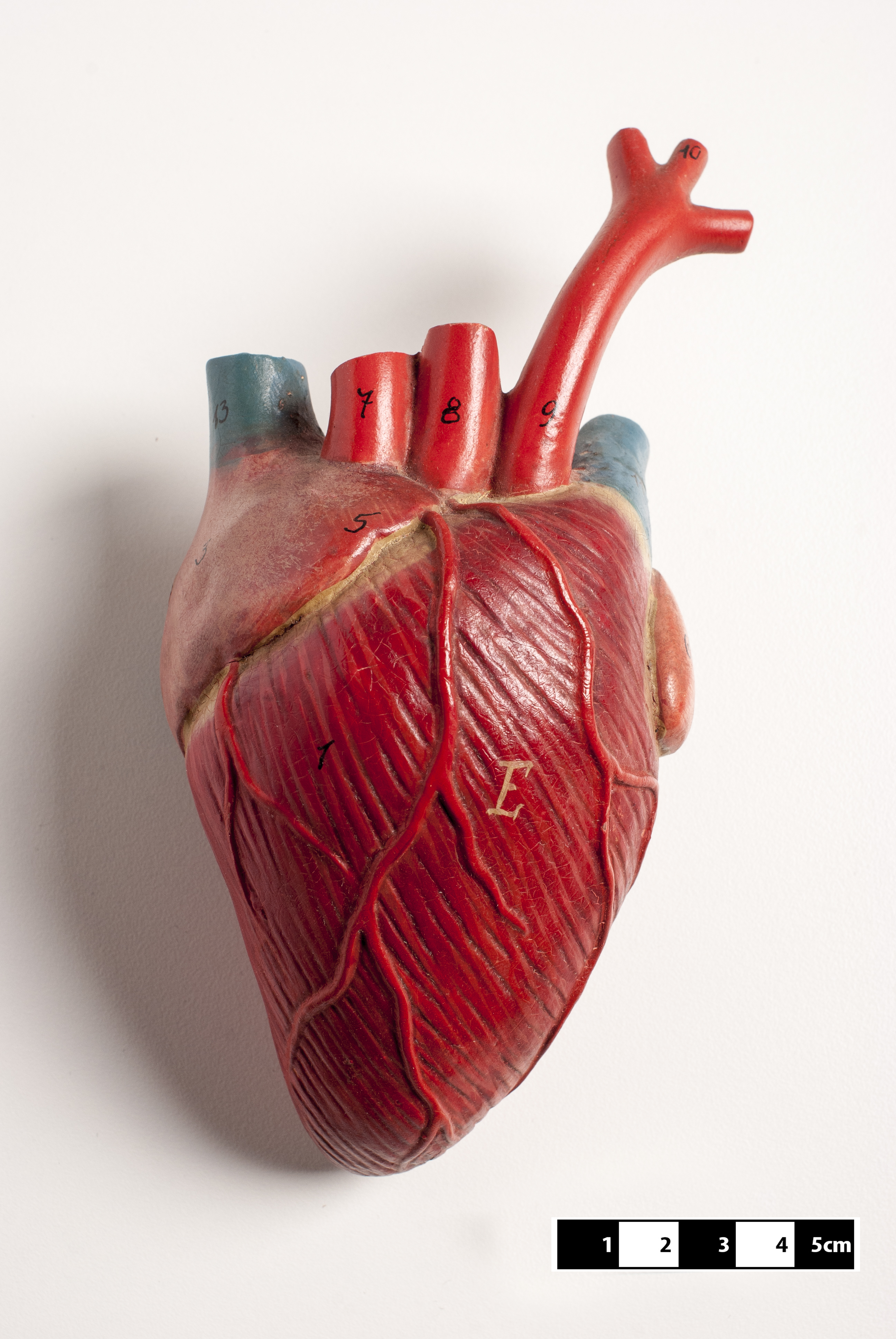
Coração de mamífero. Em exposição no MAV/USP.
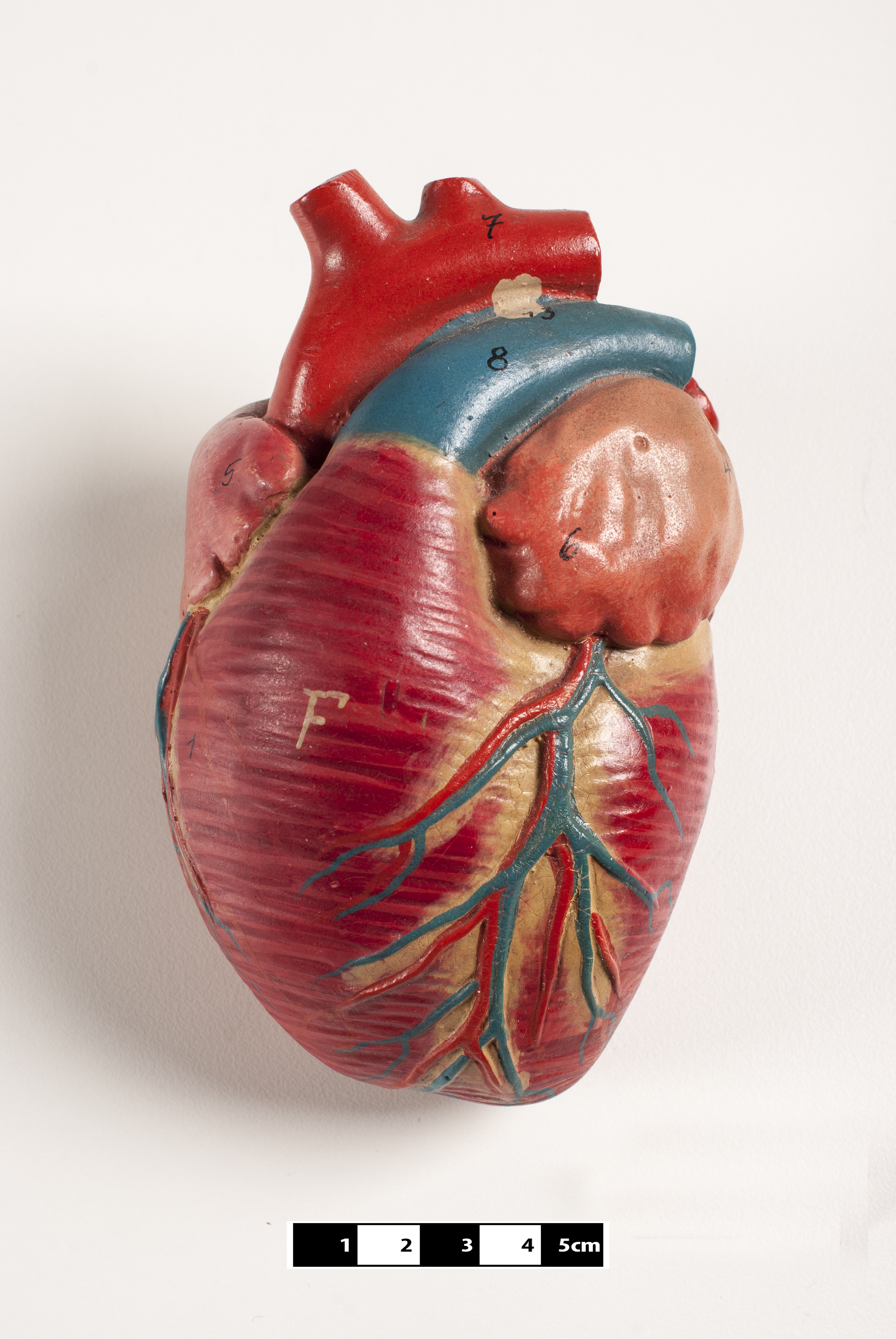
Coração de mamífero
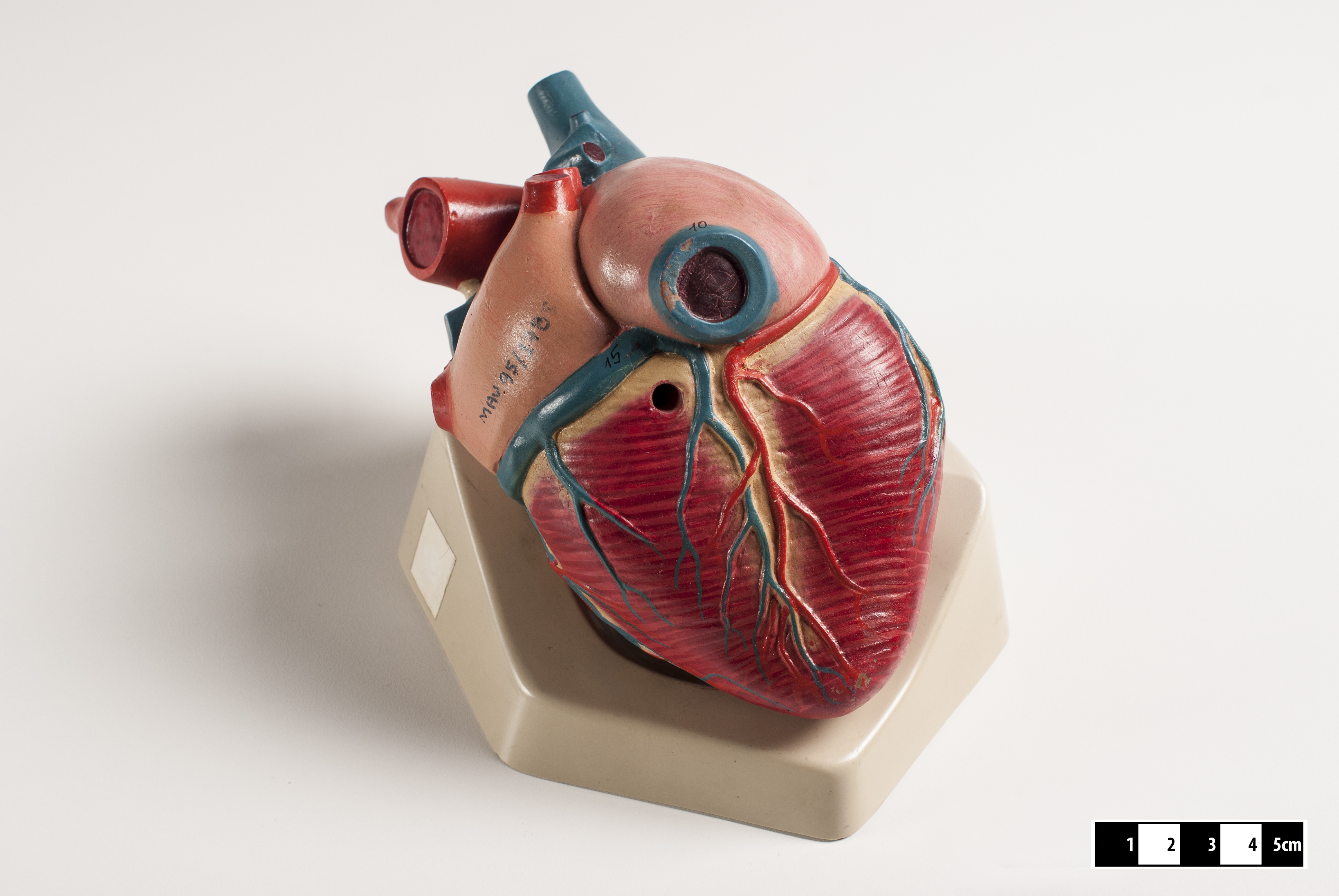
Coração de mamífero. Em exposição no MAV/USP.
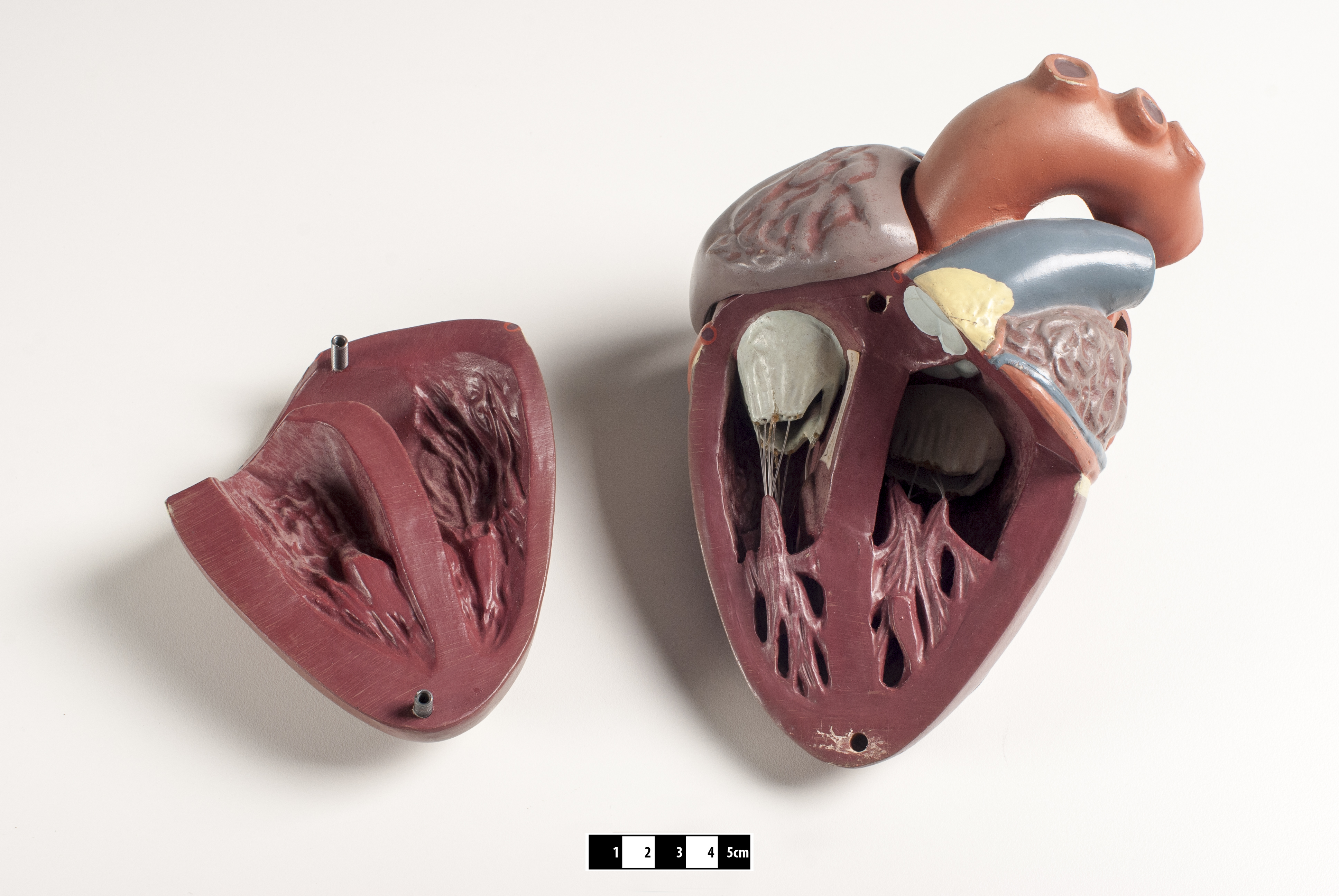
Coração de mamífero

### Sistema respiratório
Os mamíferos apresentam pulmões grandes e com lobos, de aparência esponjosa devida à presença de um sistema de ramificações delicadas dos bronquíolos em cada pulmão, terminando em câmaras fechadas de paredes finas (os pontos de trocas gasosas), chamadas de alvéolos.
A presença de uma estrutura muscular, o diafragma, exclusiva dos mamíferos, divide a cavidade peritoneal da cavidade pleural, além de auxiliar as costelas na inspiração.

### Sistema nervoso e órgãos do sentido
Os mamíferos possuem encéfalos excepcionalmente grandes entre os vertebrados, os quais evoluíram em caminhos, de certa forma, independentes dos demais amniotas. Em seus sistemas sensoriais os mamíferos são mais dependentes da audição e da olfação do que a maioria dos tetrápodes, sendo menos dependentes da visão.

#### Cérebro
A porção aumentada dos hemisférios cerebrais dos mamíferos, o neocórtex, ou neopalio, é formada de forma única. A porção dorsal do córtex é aumentada para a formação do neopalio (enquanto os sauropsídeos aumentam a porção lateral), apresentando uma estrutura laminada complexa. Em mamíferos mais derivados, o neopálio domina todo o encéfalo rostral e se torna altamente invaginado, o que aumenta muito a área de superfície.
Outras características únicas do encéfalo mamaliano incluem lobos ópticos divididos na região mediana, um cerebelo não-invaginado, e uma grande representação da área para o sétimo nervo craniano, a qual está associada com o desenvolvimento da musculatura facial.
O cérebro dos mamíferos conta ainda com o sistema límbico, responsável pelas emoções e sentimentos.

#### Olfato
O apurado senso de olfato da maioria dos mamíferos está, provavelmente, relacionado ao seu comportamento noturno. Os receptores olfatórios estão localizados em um epitélio especializado, sobre os ossos nasoturbinados no nariz. O bulbo olfatório é uma porção proeminente do encéfalo em muitos mamíferos, mas os primatas apresentam um bulbo pequeno e pouco sentido de olfação, provavelmente associado a seus hábitos diurnos. O senso de olfato também é reduzido, ou ausente, nos cetáceos, em associação com sua existência aquática.

#### Audição
Os mamíferos apresentam uma orelha média mais complexa do que a dos demais tetrápodes, contendo um conjunto de três ossos (estribo, martelo e bigorna), em vez de um único osso.
Diversas outras características dos mamíferos térios também contribuem para o aumento da acuidade auditiva. Estas incluem uma longa cóclea, capaz de uma discriminação maior de tons. Além disso, a orelha externa, ou aurícula, ajuda a determinar a direção do som. A orelha, em conjunto com o estreitamento do meato auditivo dos mamíferos, concentra sons oriundos de uma área relativamente grande. A maioria dos mamíferos é capaz de mover a aurícula para captar sons, embora os primatas antropoides não apresentam tal característica. A sensibilidade auditiva de um mamífero terrestre é reduzida se as aurículas são removidas. Mamíferos aquáticos utilizam sistemas inteiramente distintos para ouvir sob a água, tendo perdido ou reduzido suas orelhas externas. Os cetáceos, por exemplo, utilizam a maxila inferior para canalizar ondas sonoras a orelha interna.

#### Visão
Os mamíferos evoluíram como animais noturnos, para os quais a sensibilidade visual (formação de imagens sob pouca luz) era mais importante do que a acuidade (formação de imagens precisas). Os mamíferos possuem retinas compostas, primariamente, de células bastonetes, as quais apresentam uma grande sensibilidade à luz, mas são relativamente fracas para uma visão acurada.
A maioria dos mamíferos apresenta um tapetum lucidum bem desenvolvido, o qual constitui uma camada refletora por trás da retina, fornecendo uma segunda chance para que um fóton de luz estimule uma célula receptora. Este tapeto provoca o brilho nos olhos que você observa quando aponta uma lanterna em direção a um gato ou a um cão. O tapeto é mais desenvolvido em mamíferos noturnos, e foi perdido nos primatas antropoides diurnos, incluindo os humanos.

### Sistema tegumentário
Em muitos aspectos, a cobertura externa dos mamíferos é a chave para seu modo único de vida. A variedade de tegumentos dos mamíferos é enorme. Alguns roedores possuem uma epiderme delicada, com apenas algumas células de espessura. Já os elefantes têm diversas centenas de células de espessura. A textura da superfície externa da epiderme também varia, desde a lisa (cobertas ou não por pelos) até as rugosas, secas e enrugadas.
Apesar do tegumento mamífero se parecer com o dos demais vertebrados, quanto a sua forma, com camadas epidérmicas, dérmicas e hipodérmicas, há também componentes únicos. Ele apresenta pelos, glândulas sebáceas, glândulas apócrinas, glândulas sudoríparas, e estruturas derivadas da queratina, como unhas, garras e cornos.
Os pelos têm uma variedade de funções incluindo a camuflagem, a comunicação e a sensação (tato), por meio das vibrissas (bigodes). Entretanto, a função básica dos pelos é a proteção contra o calor e o frio.
As estruturas secretoras da pele se desenvolvem a partir da epiderme. Há três tipos principais de glândulas de pele nos mamíferos: as sebáceas, as apócrinas e as écrinas. Exceto pelas écrinas, as glândulas da pele estão associadas aos folículos pilosos e a secreção em todas elas se dá sob o controle neural e hormonal.
As glândulas sudoríparas comuns dos humanos não parecem ser um traço mamífero primitivo, visto que a maioria dos mamíferos não termo regulam por meio da secreção de fluidos pela pele. As glândulas sebáceas são encontradas em toda a superfície do corpo. Elas produzem uma secreção oleosa que lubrifica e impermeabiliza o pelo e a pele. Glândulas apócrinas apresentam uma distribuição restrita na maioria dos mamíferos, e suas secreções parecem ser utilizadas na comunicação química.
Muitos mamíferos possuem glândulas de odor especializadas, as quais são modificações das sebáceas ou das apócrinas. A marcação por odor é usada para indicar a identidade do animal e para definir territórios. Glândulas de odor são posicionadas em áreas do corpo que permitem o contato fácil com os objetos, tais como a face, o queixo e os pés.
Glândulas écrinas produzem uma secreção aquosa com pouco conteúdo orgânico. Na maioria dos mamíferos, estão restritas às solas dos pés, às caudas preênseis e a outras áreas em contato com superfície do meio ambiente, nas quais elas melhoram a adesão ou a perceção táctil.
Glândulas mamárias possuem uma estrutura de ramificação mais complexa do que a das demais glândulas de pele. Elas possuem diversas características básicas em comum com as glândulas apócrinas e sebáceas, entretanto são altamente especializadas.
As estruturas queratinizadas da pele são variadas, algumas estão envolvidas na locomoção, nas ofensivas, na defesa e na apresentação, como as unhas, as garras e os cascos; outras na proteção, como as placas dérmicas; outras na alimentação, como o bico córneo do ornitorrinco.

## Origem e evolução

### História evolutiva
Os mamíferos são os atuais descendentes dos sinapsídeos, o primeiro grupo bem estabelecido de amniotas que surgiu no Carbonífero Superior. Os sinapsídeos apresentavam várias características mamíferas, notadamente a existência de uma única fossa temporal de cada lado do crânio e a diferenciação de dentes molares, mas no essencial, a sua anatomia manteve-se tipicamente reptiliana, com membros transversais, coanas e uma pequena cavidade neurocraniana.
|      | Docodonta                                                    |
|      |                                                              |
| void | \| \| ––Hadrocodium \| \| \| \| \| \| ––Mammalia \| \| \| \| |
|      | \| \| ––Hadrocodium \| \| \| \| \| \| ––Mammalia \| \| \| \| |
|      | ––Hadrocodium                                                |
|      |                                                              |
|      | ––Mammalia                                                   |
|      |                                                              |

|  | ––Hadrocodium |
|  |               |
|  | ––Mammalia    |
|  |               |

|      | Docodonta                                                    |
|      |                                                              |
| void | \| \| ––Hadrocodium \| \| \| \| \| \| ––Mammalia \| \| \| \| |
|      | \| \| ––Hadrocodium \| \| \| \| \| \| ––Mammalia \| \| \| \| |
|      | ––Hadrocodium                                                |
|      |                                                              |
|      | ––Mammalia                                                   |
|      |                                                              |

|  | ––Hadrocodium |
|  |               |
|  | ––Mammalia    |
|  |               |

|      | Docodonta                                                    |
|      |                                                              |
| void | \| \| ––Hadrocodium \| \| \| \| \| \| ––Mammalia \| \| \| \| |
|      | \| \| ––Hadrocodium \| \| \| \| \| \| ––Mammalia \| \| \| \| |
|      | ––Hadrocodium                                                |
|      |                                                              |
|      | ––Mammalia                                                   |
|      |                                                              |

|  | ––Hadrocodium |
|  |               |
|  | ––Mammalia    |
|  |               |

|      | Docodonta                                                    |
|      |                                                              |
| void | \| \| ––Hadrocodium \| \| \| \| \| \| ––Mammalia \| \| \| \| |
|      | \| \| ––Hadrocodium \| \| \| \| \| \| ––Mammalia \| \| \| \| |
|      | ––Hadrocodium                                                |
|      |                                                              |
|      | ––Mammalia                                                   |
|      |                                                              |

|  | ––Hadrocodium |
|  |               |
|  | ––Mammalia    |
|  |               |

|      | Docodonta                                                    |
|      |                                                              |
| void | \| \| ––Hadrocodium \| \| \| \| \| \| ––Mammalia \| \| \| \| |
|      | \| \| ––Hadrocodium \| \| \| \| \| \| ––Mammalia \| \| \| \| |
|      | ––Hadrocodium                                                |
|      |                                                              |
|      | ––Mammalia                                                   |
|      |                                                              |

|  | ––Hadrocodium |
|  |               |
|  | ––Mammalia    |
|  |               |

|      | Docodonta                                                    |
|      |                                                              |
| void | \| \| ––Hadrocodium \| \| \| \| \| \| ––Mammalia \| \| \| \| |
|      | \| \| ––Hadrocodium \| \| \| \| \| \| ––Mammalia \| \| \| \| |
|      | ––Hadrocodium                                                |
|      |                                                              |
|      | ––Mammalia                                                   |
|      |                                                              |

|  | ––Hadrocodium |
|  |               |
|  | ––Mammalia    |
|  |               |

|      | Docodonta                                                    |
|      |                                                              |
| void | \| \| ––Hadrocodium \| \| \| \| \| \| ––Mammalia \| \| \| \| |
|      | \| \| ––Hadrocodium \| \| \| \| \| \| ––Mammalia \| \| \| \| |
|      | ––Hadrocodium                                                |
|      |                                                              |
|      | ––Mammalia                                                   |
|      |                                                              |

|  | ––Hadrocodium |
|  |               |
|  | ––Mammalia    |
|  |               |

|      | Docodonta                                                    |
|      |                                                              |
| void | \| \| ––Hadrocodium \| \| \| \| \| \| ––Mammalia \| \| \| \| |
|      | \| \| ––Hadrocodium \| \| \| \| \| \| ––Mammalia \| \| \| \| |
|      | ––Hadrocodium                                                |
|      |                                                              |
|      | ––Mammalia                                                   |
|      |                                                              |

|  | ––Hadrocodium |
|  |               |
|  | ––Mammalia    |
|  |               |

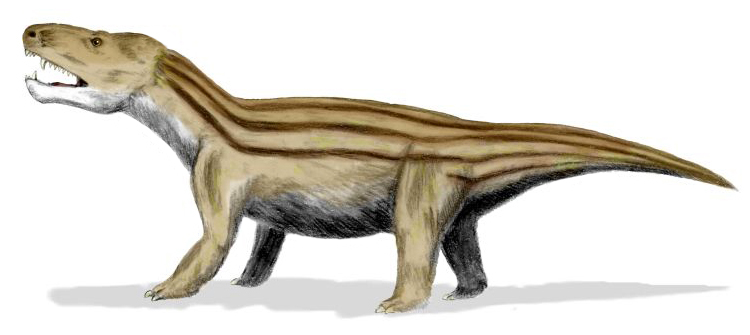
Cynognathus, um cinodonte do Triássico

A classe Sinapsida compreendia duas ordens: a Pelicosauria, um grupo mais primitivo; e a Therapsida, chamada também de répteis mamalianos evoluídos, que representam a transição para os verdadeiros mamíferos. Dentro da última, encontram-se os cinodontes, grupo que serviu de transição entre os répteis e os mamíferos. Nos cinodontes observam-se vários traços mamalianos, como a fossa temporal aumentada, o número de ossos que forma a parte superior do crânio é reduzido, diferencia-se o palato secundário, a parede do neurocrânio modifica a sua organização, e os dentes tornam-se cada vez mais complexos e especializados.
Os primeiros mamíferos, ou mammaliaformes como são tipicamente conhecidos, apareceram no período Triássico. Durante todo o restante da era Mesozoica, estes primitivos mamíferos, conhecidos em sua maioria por poucos esqueletos e de considerável número de crânios, mandíbulas e dentes, foram animais de tamanho diminuto e ecologicamente insignificantes. Entretanto, sua contribuição foi especialmente importante para a evolução, pois foi durante o final do Jurássico e início do Cretáceo que estes animais estabeleceram as características básicas mamíferas que levaram a uma tremenda variedade de formas que viveram durante a era Cenozoica.
Houve dois grandes períodos de diversificação dos mamíferos durante a era Mesozoica. O primeiro, englobando o final do Triássico e o Jurássico e estendendo-se pelo Cretáceo Inferior, produziu formas de transição do estágio reptiliano para o mamífero, conhecidas como mamaliformes, que em sua maioria, não sobreviveu além da era Mesozoica. A segunda radiação, a qual ocorreu no Cretáceo Médio, foi composta de mamíferos mais derivados, ou seja, os verdadeiros mamíferos, incluindo os primeiros térios.

## Classificação
Modelos classificatórios para a classe Mammalia já vem sendo propostos desde 1693, quando John Ray subdividiu os mamíferos em dois grupos: aquáticos ou cetáceos e terrestres ou quadrúpedes (apesar de incluir os peixes-boi no último grupo). Modelos um pouco mais elaborados foram propostos por Linnaeus em 1758, e por Lacépède em 1799.
Apenas muitos anos após a descoberta dos monotremados (ca. 1790) e dos marsupiais australianos (ca. 1760), foi caracterizada a grande divergência quanto aos aspectos dos sistemas reprodutores entre esses dois grupos e os placentários. Em 1816, Henri Marie Ducrotay de Blainville dividiu os mamíferos, com base nessas características, em duas subclasses: os monodelfos (placentários) e os didelfos (marsupiais e monotremados). Em 1834, o autor manteve a designação difelfos para os marsupiais e transferiu os monotremados para uma terceira subclasse, a dos ornitodelfos.
Theodore Gill, em 1872, criou a divisão Prototheria para incluir os ornitodelfos e a divisão Eutheria para incluir os monodelfos (placentários) e os didelfos (marsupiais). O táxon Eutheria de Gill foi posteriormente rebatizado de Theria, sendo o Eutheria mantido apenas para os placentários.
George Gaylord Simpson (1945), em seu "Principles of Classification and a Classification of Mammals" apresentou uma classificação tanto de animais viventes como espécies fósseis e suas inter-relações. Está classificação foi universalmente aceita até ao fim do século XX. Ela trazia o seguinte arranjo (simplificado):
Classe Mammalia Linnaeus, 1758
Subclasse Prototheria Gill, 1872
Ordem Monotremata Bonaparte, 1838
Subclasse Theria Parker & Haswell, 1897
Infra-classe Metatheria Huxley, 1880
Ordem Marsupialia Illiger, 1811
Infra-classe Eutheria Gill, 1872
demais ordens
Nos últimos anos, a classificação dos mamíferos vem sofrendo grandes mudanças em função de dois fatores principais: a mudança da filosofia de classificação e o avanço dos estudos moleculares.
A filosofia de classificação vem mudando gradualmente da escola de Sistemática Evolutiva (Simpson 1945, por exemplo) para a Sistemática Filogenética (McKenna e Bell 1997, por exemplo). A popularização da utilização de sequências de DNA (tanto nuclear quanto mitocondrial) para inferir relações de ancestralidade e descendência tem revolucionado a taxonomia, indicando grupos muitas vezes radicalmente diferentes das visões tradicionais. A grande maioria dessas hipóteses vem sendo confirmada com dados adicionais moleculares e/ou morfológicos, muitas vezes incluindo fosseis. Diversos arranjos taxonômicos vêm sendo debatidos, com visões opostas sendo defendidas por diferentes grupos de pesquisadores. Por outro lado, vários consensos sobre a classificação dos mamíferos foram alcançados nos últimos anos e encontram suporte em uma variada gama de dados e análises.
A mais recente proposta de classificação baseada em estudos moleculares propõe quatro linhagens ou grupos de mamíferos placentários, que divergiram de um ancestral comum no período Cretáceo, apesar dos registros fósseis ainda não terem corroborado com essa hipótese. Esses achados moleculares são consistentes com os padrões de distribuição dos mamíferos. Entretanto eles não refletem os dados morfológicos, em alguns casos, e por isso não é aceito por muitos estudiosos.
Um marco recente na classificação dos mamíferos é a terceira edição de Wilson e Reeder (2005), que apresenta uma listagem de todas as espécies descritas de mamíferos viventes e recém extintos até 2003, contabilizando 5 416. Entretanto, com o desenvolvimento de novos métodos de análise molecular e a descoberta de novas espécies, esse número vem aumentando a cada ano (2004 - 22 espécies; 2005 - 43 espécies; 2006 - 49 espécies; e 2007 - 28 espécies), contabilizando hoje cerca de 5 558 espécies. Entre os principais colaboradores para esse aumento estão a ordem Chiroptera com 43; os roedores com 40; e os primatas com 36 novas espécies.
Chave classificatória dos mamíferos viventes (simplificado):
Classe Mammalia
Subclasse Prototheria
Ordem Monotremata (ornitorrinco, equidnas) 
Subclasse Theria
Infraclasse Marsupialia
Ordem Didelphimorphia (gambás, cuícas e catitas) 
Ordem Paucituberculata (cuícas-musaranho) 
Ordem Microbiotheria (monito-del-monte)
Ordem Notoryctemorphia (toupeiras-marsupiais) 
Ordem Dasyuromorphia (mulgaras, kowari, quolls, dasyurus, dibbler, narrows, diabo-da-tasmânia, ratos-marsupiais, fascogales, ningauis, dunnarts, planigales, mirmecóbio) 
Ordem Peramelemorphia (bandicutos e bilbies)
Ordem Diprotodontia (possuns-pigmeus, petauros, cuscos, cangurus, coala, vombates) 
Infraclasse Placentalia
Superordem Afrotheria:
Ordem Afrosoricida (tenrecos e toupeiras-douradas) 
Ordem Macroscelidea (mussaranhos-elefantes) 
Ordem Tubulidentata (porco-formigueiro) 
Ordem Hyracoidea (híraxes) 
Ordem Proboscidea (elefantes) 
Ordem Sirenia (dugongo e peixes-bois) 
Superordem Xenarthra
Ordem Cingulata (tatus) 
Ordem Pilosa (preguiças e tamanduás) 
Superordem Euarchontoglires:
Ordem Scandentia (tupaias) 
Ordem Dermoptera (colugos) 
Ordem Primates (lêmures, jagras, pottos, angwantibos, lóris, társios, macacos, homem)    
Ordem Rodentia (ratos, lêmingues, hamsters, esquilos, castores, arganazes, tuças, gundis, porcos-espinho, tuco-tucos, farfana, cuandus, chinchilas, pacarana, capivara, porquinho-da-índia, preá, cutias, octodontes, rútias)    
Ordem Lagomorpha (lebres, coelhos, pikas)  
Superordem Laurasiatheria
Ordem Eulipotyphla (ouriço, mussaranho, toupeira, solenodonte)    
Ordem Chiroptera (morcego) 
Ordem Pholidota (pangolim) 
Ordem Carnivora (cão, gato, urso, doninha, foca)     
Ordem Perissodactyla (cavalo, rinocerontes e anta )  
Ordem Artiodactyla (porco, camelo, hipopótamo, veado, búfalo, gazela, girafa)       
Ordem Cetacea (baleia, cachalote, golfinho)   
Três considerações devem ser levantadas:
1. As ordens Afrosoricida, Erinaceomorpha e Soricomorpha formavam a antiga ordem Insectivora, ainda utilizada por alguns investigadores;
2. As ordens Cingulata e Pilosa compunham a antiga ordem Edentata, cujo termo atualmente foi elevado a superordem;
3. Em algumas publicações os artiodáctilos e os cetáceos aparecem formando uma única ordem, a Cetartiodactyla.